# Oakland (Nebraska)
Oakland è un comune degli Stati Uniti d'America, situato in Nebraska, nella contea di Burt.